# Gymnasium am Kaiserdom
Das Gymnasium am Kaiserdom, kurz GaK, ist eine Regelschule in der pfälzischen Stadt Speyer, die als Schulträger fungiert. Das Gymnasium in einem denkmalgeschützten Neurenaissance-Gebäude von 1902 geht auf die im Jahr 1540 vom Rat der Stadt Speyer gegründete Lateinschule zurück und ist somit eines der ältesten Gymnasien in Rheinland-Pfalz. Heute umfasst es als modernes altsprachliches Gymnasium ein Bildungsspektrum, das vom Altgriechischen bis zur Informationstechnik reicht.

## Lage
Das GaK liegt am Südrand des Stadtzentrums auf 100 m ü. NHN etwa 200 m südlich des Speyerer Doms in der Großen Pfaffengasse 6. Unmittelbar benachbart ist das Historische Museum der Pfalz.

## Geschichte

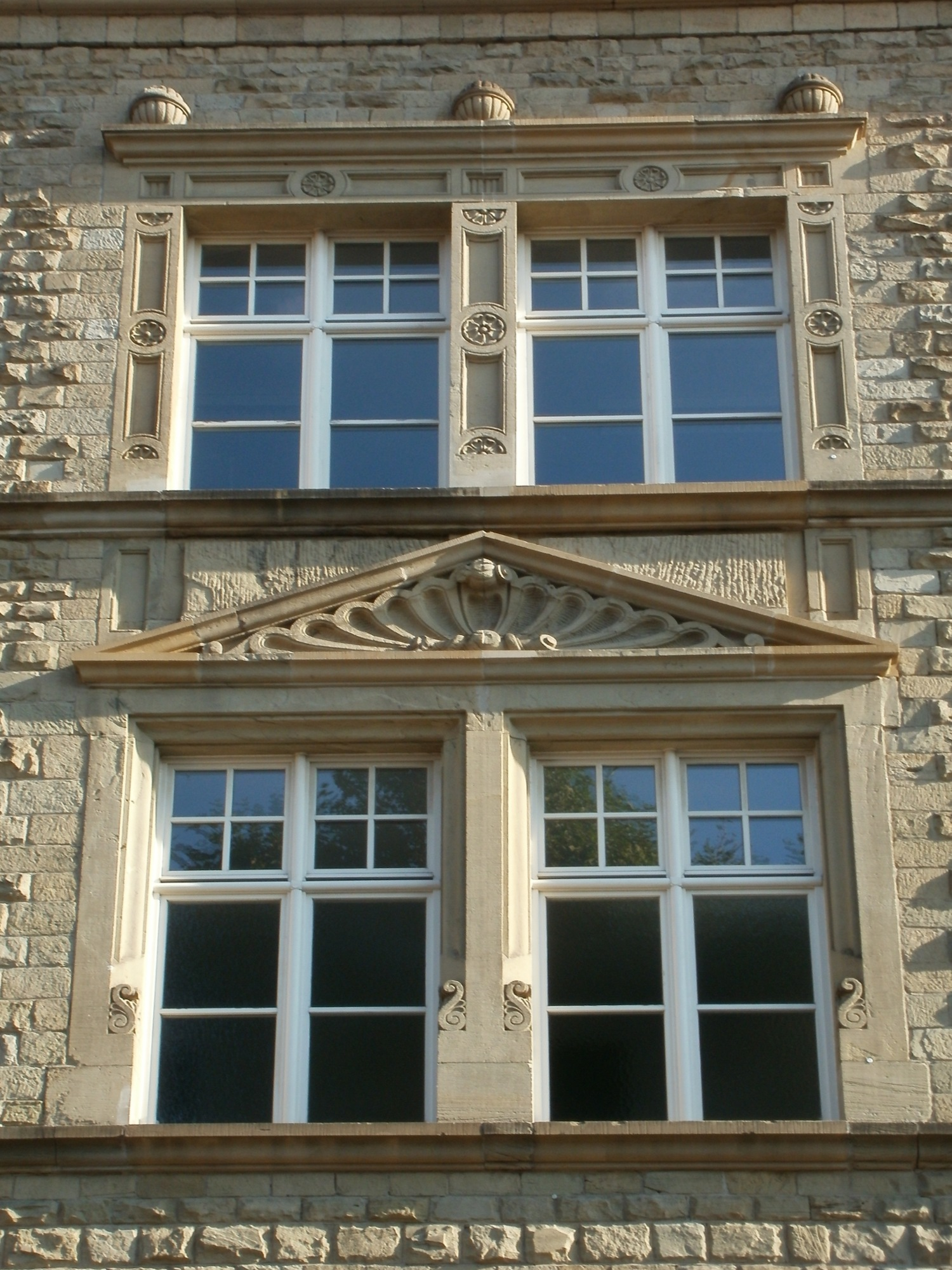
Fassadengestaltung im Stil der Neurenaissance

Bereits im Jahr 983 gab es einen Hinweis auf eine Lateinschule an diesem Ort, die Speyerer Domschule. Einer ihrer Schüler war Walter von Speyer, der von 1006 bis 1027 in der Stadt als Bischof amtierte.
Die Gründung des Gymnasiums wurde im Jahr 1525 vom Rat der Stadt Speyer beschlossen. Eröffnet wurde es aber erst 1540 nach den Wirren der Reformation und startete als protestantische lateinische Ratsschule. Nachdem die Pfalz 1816 an das Königreich Bayern gefallen war, erhielt die Schule nacheinander verschiedene Namen: 1817 „Lyceum“, 1880 „Königliche Studienanstalt“ und 1891 „Königliches Humanistisches Gymnasium“.
1967 wurde die naturwissenschaftliche Abteilung ausgegliedert und bezog einen Neubau, das heutige Friedrich-Magnus-Schwerd-Gymnasium.

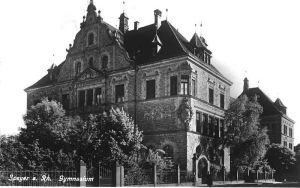
Das im Jahr 1902 errichtete Gebäude

Das Gebäude des GaK wurde im Jahr 1902 nach Plänen der Architekten Ludwig von Stempel und Heinrich Ullmann fertiggestellt und beging im Jahr 2002 sein 100-jähriges Jubiläum. 2015 feierte das Gymnasium seinen 475. Geburtstag. Aus diesem Anlass wurde ein neues Schullogo kreiert und die Website modernisiert.
Schulleiterin mit der Dienstbezeichnung Oberstudiendirektorin ist seit 2023 Cosette Benz, welche von der IGS Ernst Bloch nach Speyer gekommen ist.
Seit dem 21. Februar 2017 trägt das Gymnasium am Kaiserdom den Titel „Schule ohne Rassismus – Schule mit Courage“, welcher vor allem dem Engagement der Toleranz-Allianz zu verdanken ist.
Im April 2018 wurde sie zu einer der Europaschulen des Landes Rheinland-Pfalz ernannt, im Jahre 2024 als solche rezertifiziert.

## Lehrplan

### Fremdsprachen
Am altsprachlichen Gymnasium werden drei Fremdsprachen verlangt: Die Schüler beginnen in der 5. Klasse mit Latein. In der 6. Klasse kommt Englisch hinzu. Als dritte Pflichtfremdsprache muss in der 8. Klasse Französisch oder Griechisch gewählt werden. Ab Klassenstufe 11 (Kurssystem der MSS) kann Italienisch als neu einsetzende Fremdsprache in einem Grundkurs gewählt werden.

### Arbeitsgemeinschaften und Projekte
- Bundeswettbewerb Fremdsprachen
- Französisch (für Griechisch-Schüler)
- DELF
- Italienisch
- Symphonieorchester
- Schulchor
- Big Band
- Vororchester
- Schulsanitätsdienst
- Theater-AG
- Fischbach Bio
- Englischclub
- Informatiklabor
- Mediation
- Modellbau-AG
- Spanisch
- Spanisch (Interkomprehension)
- Theaterabonnement
- GaK Goes Green (Nachhaltigkeits-AG)
- Kunst-AG
- Planspiel Börse
- Römer-AG
- Lego Roboter
- Jugend debattiert
- Jugend forscht
- Schülerzeitung
- Gaktiv (Nachfolge-AG der Toleranz-Allianz)
- Volleyball
- Fußball
- Tippen mit 10 Fingern
- Antike Welt
- GakCast
- Kammermusikabend
- Rudern
- Tanz
- Vocalini
- Zauber-AG

## Bibliothek
Die Historische Bibliothek des Gymnasiums am Kaiserdom ist heute die größte geschlossene Sammlung von gewachsenem Bibliotheksgut in Speyer. Ihr Katalog  befindet sich in der Bibliothek der Schule und außerdem als Zettelkatalog in der Pfälzischen Landesbibliothek in Speyer.

## Partnerschulen
- Collège Van Gogh in Blénod-lès-Pont-à-Mousson, Frankreich
- Tallinna Saksa Gümnaasium in Tallinn, Estland
- Alon Ginsburg High School in Yavne, Israel
- Bridgewater-Raritan High School in New Jersey, USA
- St Edward’s School in Poole, England
- Collège Claparède in Genf, Schweiz
- Collège de Nkanka in Cyangugu, Ruanda

## Persönlichkeiten

### Schüler
- Johannes Ruland (1744–1830), Maler
- Joseph Martin Reichard (1803–1872), Politiker und Revolutionär
- Friedrich Pauli (1804–1868), Arzt und Chirurg
- Friedrich Albert von Schultze (1808–1875), Forstbeamter
- Rupert Jäger (1809–1851), Lehrer und Philologe in Speyer
- Albert von Jäger (1814–1884), Direktor der Pfälzischen Eisenbahnen
- Karl Ludwig Bernays (1815–1876), Jurist und Journalist, Revolutionär von 1848/49
- Peter Fries (1820–1851), Politiker und Revolutionär
- Karl Gayer (1822–1907), Forstwissenschaftler
- Emmerich von Moers (1825–1889), Verwaltungsjurist, Beamter
- Friedrich Grohé (1830–1886), Mediziner und Hochschullehrer
- Peter Müller (1836–1922), Gynäkologe
- Eduard Eppelsheim (1837–1896), Arzt und Insektenforscher
- Wilhelm Sick (1837–1899), Apotheker und Politiker
- Theodor Brünings (1839–1903), Richter, MdR
- Jakob Rebmann (1851–1935), katholischer Priester, Missionar
- Rudolf Emmerich (1852–1914), Mediziner und Hochschullehrer
- Philipp Lichtenberger (1855–1918), Tabakfabrikant, MdR
- Alexander Bilabel (1856–1935), Richter, Präsident des OLG Zweibrücken
- Karl Friedrich Speck (1862–1939 oder 1942), Politiker (Zentrum), MdR
- Karl Stützel (1872–1944), Politiker (BVP)
- Theodor Fahr (1877–1945), Nephrologe
- Karl-Adolf Hollidt (1891–1985), Offizier der Wehrmacht
- Isidor Markus Emanuel (1905–1991), Bischof von Speyer von 1953 bis 1968
- Theo Fehn (1910–1984), evangelischer Theologe, Glockensachverständiger
- Werner Marx (1924–1985), Politiker
- Helmut Kohl (1930–2017), Bundeskanzler a. D.[10][11][12]
- Karl Hochreither (1933–2018), Kirchenmusiker
- Wolfgang Hartwich (1935–2018), Germanist und Historiker
- Franz Eckert (* 1943), Schweizer Philosoph, römisch-katholischer Theologe, Germanist, Kolumnist und Autor
- Norbert Müller (1946–2022), Sporthistoriker
- Elmar Worgull (* 1949), Bildender Künstler, Kunstwissenschaftler, Kunsterzieher
- Norbert Weis (* 1950), Mitglied des Domkapitels in Speyer
- Reinhard Bütikofer (* 1953), Politiker (Bündnis 90/Die Grünen)[13]
- Rainer Kensy von Echlin (* 1961), Agrarökonom, Unternehmer in der Finanzwirtschaft
- Johannes Debus (* 1974), Dirigent[14]
- LukasBS (* 1999), Webvideoproduzent

### Lehrer
- Johann Georg Hutten (1755–1834), Rektor
- Georg von Jäger (1778–1863), Rektor
- Friedrich Magnus Schwerd (1792–1871), Naturwissenschaftler
- Joseph Anselm Feuerbach (1798–1851), Altphilologe
- Johann Kaspar Zeuß (1806–1856), Philologe, Begründer der Keltologie
- Joseph Borscht (1808–1874), klassischer Philologe, Vater Wilhelm von Borschts, Bürgermeister von München
- Ferdinand Janner (1836–1895), Kirchenhistoriker und Kunsthistoriker, unterrichtete auch Hebräisch
- Georg Schepss (1852–1897), klassischer Philologe
- Stephan Cosacchi (1903–1986), Komponist, Sprach- und Musikwissenschaftler, Musikpädagoge
- Heinrich Polloczek (* 1903), Musikpädagoge, 1955 Gründer der Domsingschule Speyer
- Heinz Munding (1923–2004), Altphilologe
- Werner König (1931–2018), Musikwissenschaftler, Musikpädagoge
- Artur Schütt (1932–2024), Autor, Schulleiter von 1972 bis 1987
- Roland Kirsch (1943–2021), Mathematik, Physik, Sport

### Auszeichnungen
- Peter Dauscher (Informatik und Physik), 2. Rang 2010/11 als „beliebtester Lehrer Deutschlands“ mit der Durchschnittsnote 1,3[15]